# Audenge
Audenge é uma comuna francesa na região administrativa da Nova Aquitânia, no departamento da Gironda. Estende-se por uma área de 82,81 km². Em 2010 a comuna tinha 8 452 habitantes (densidade: 102,1 hab./km²).